# Bogács
Bogács – wieś i gmina w północno-wschodniej części Węgier, w pobliżu miasta Mezőkövesd. Miejscowość Bogács (czyt. Bogacz) leży w odległości 30 km od Miskolca, 18 km na wschód od Egeru i 11 km na północ od Mezőkövesd.

## Podział administracyjny
Administracyjnie gmina należy do powiatu Mezőkövesd, wchodzącego w skład komitatu Borsod-Abaúj-Zemplén i jest jedną z jego 21 gmin.

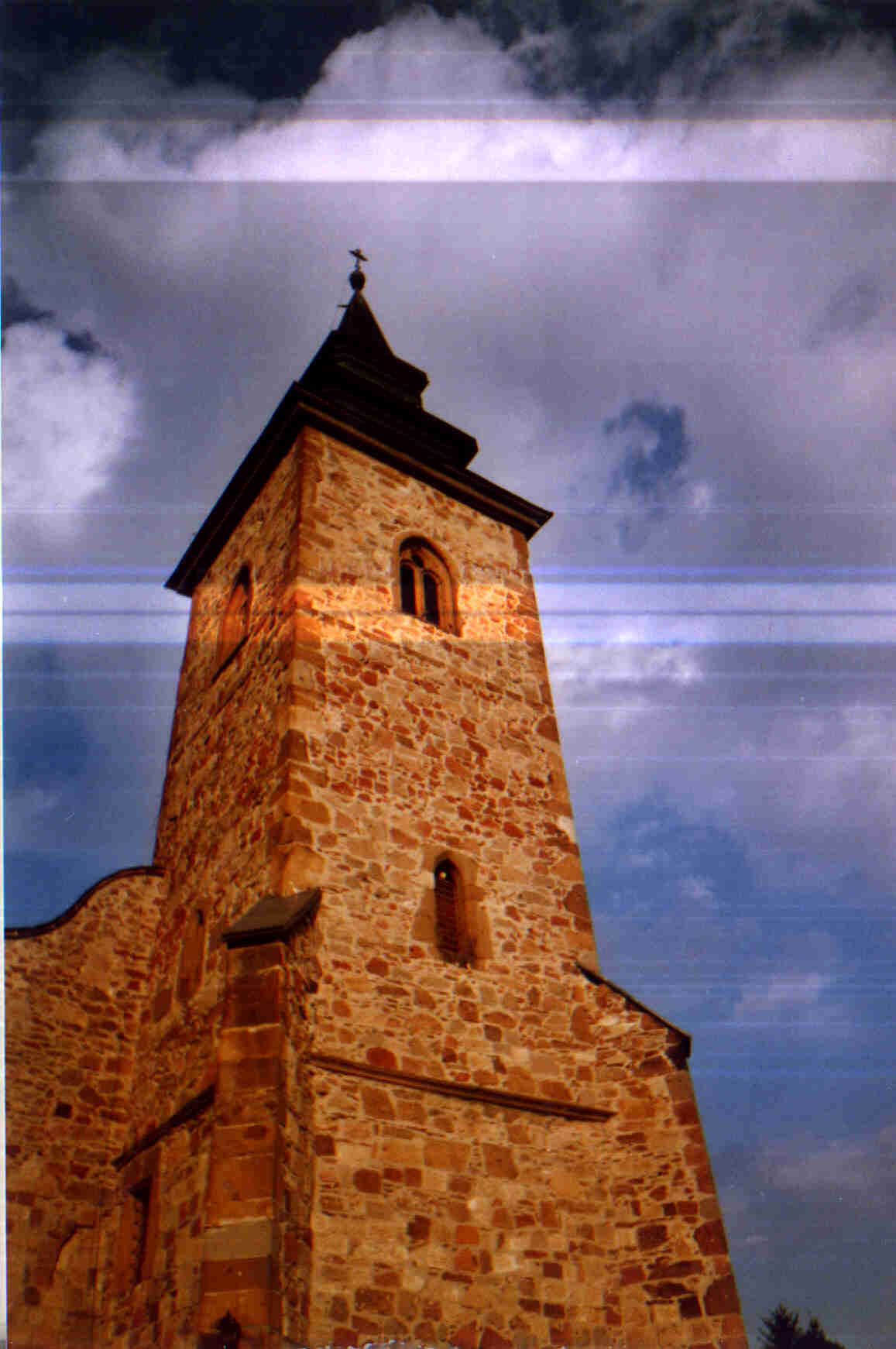
kościół katolicki w Bogács

## Walory uzdrowiskowe
W latach 50., podczas wierceń w poszukiwaniu ropy naftowej i gazu ziemnego, wytrysła woda termalna. W roku 1959 wybudowano na bazie termalnej wody leczniczej pierwszy basen, a w 1973 roku trzy nowe.
Miasteczko teraz jest znanym ośrodkiem uzdrowiskowym – znajdują się tu kompleks basenów termalnych (Termal Fürdő).
W roku 2001 woda termalna została uznana za wodę lecznicza, pomocną w leczeniu reumatyzmu,zapalenia stawów, zaburzeń mięśniowo-szkieletowych, zapalenia oskrzeli, chorób kobiecych i prostaty, nieżytu żołądka, chorób woreczka żółciowego i wątroby. Woda może być stosowana w terapiach po złamaniach i w kuracjach pitnych przez dłuższy czas po 200-400 ml.
Od roku 2000 na terenie kąpieliska znajduje się 6 basenów.
Na skraju wioski położone są stawy rybne o powierzchni 26 ha.

## Winnice
Bogács leży na terenie Regionu Winiarskiego Bükkaljai (Region Winiarski u Podnóża Gór Bukowych).
Bogács słynie też z produkcji wina, m.in. ze szczepów: kekfrankos, riesling, medina oraz muskotaly. W miasteczku odbywa się corocznie szereg imprez związanych z winem: Bükkaljai Festival Wina (czerwiec), Święto Winobrania (około 15 września) i Dzień Świętego Marcina – święto młodego wina (listopad).

## Galeria zdjęć

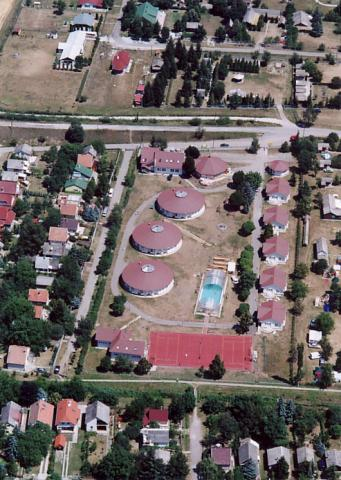
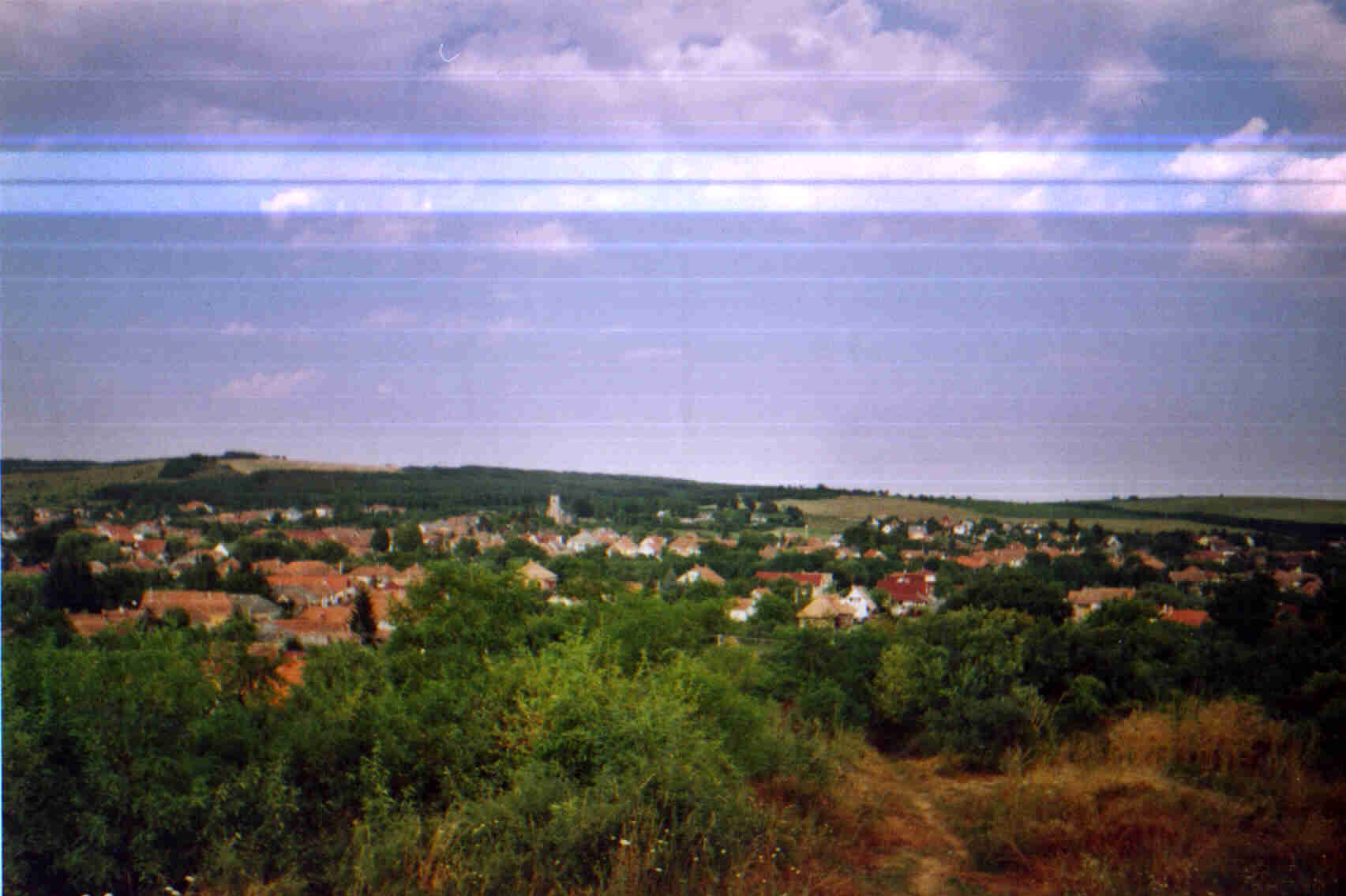
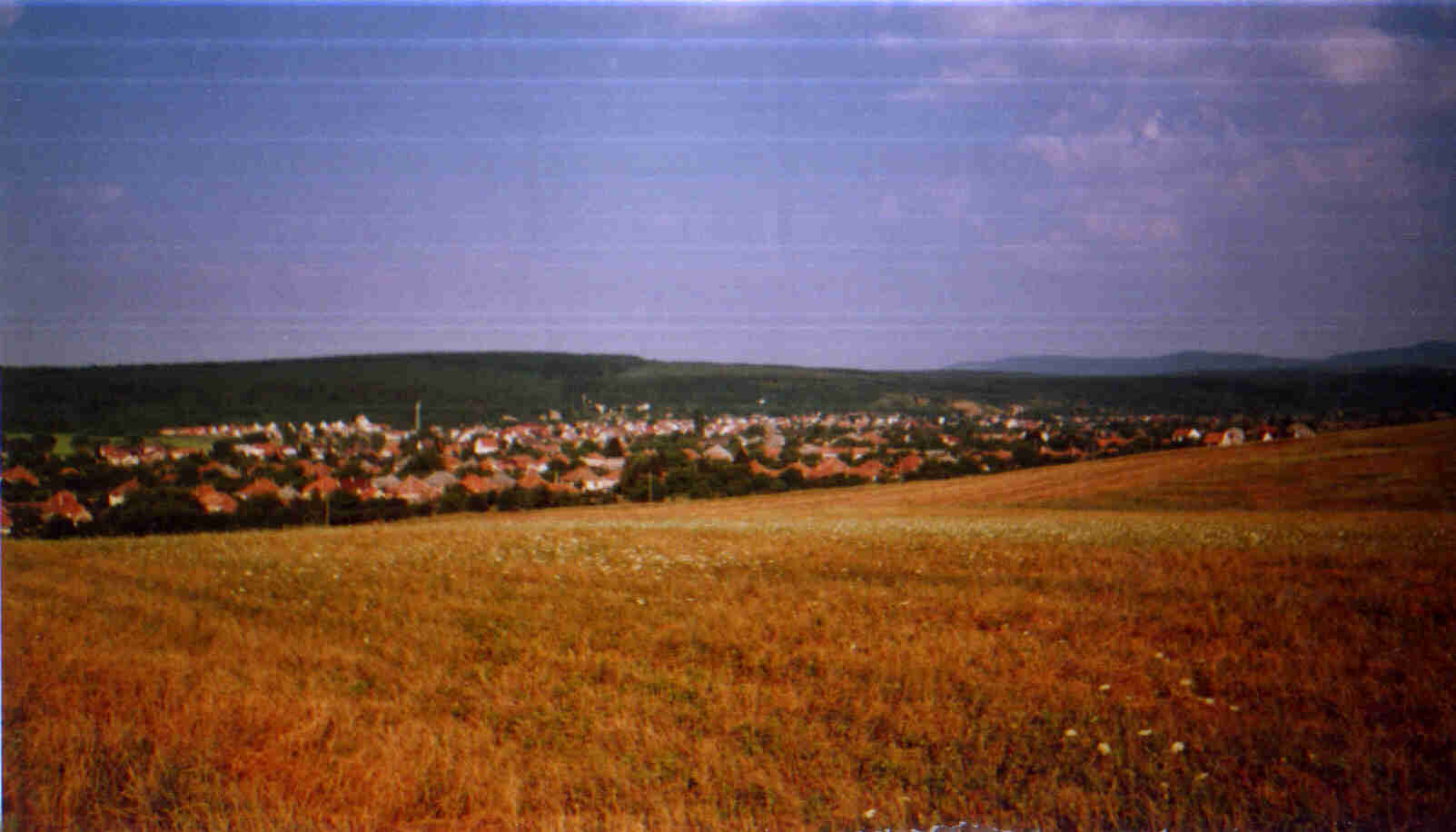
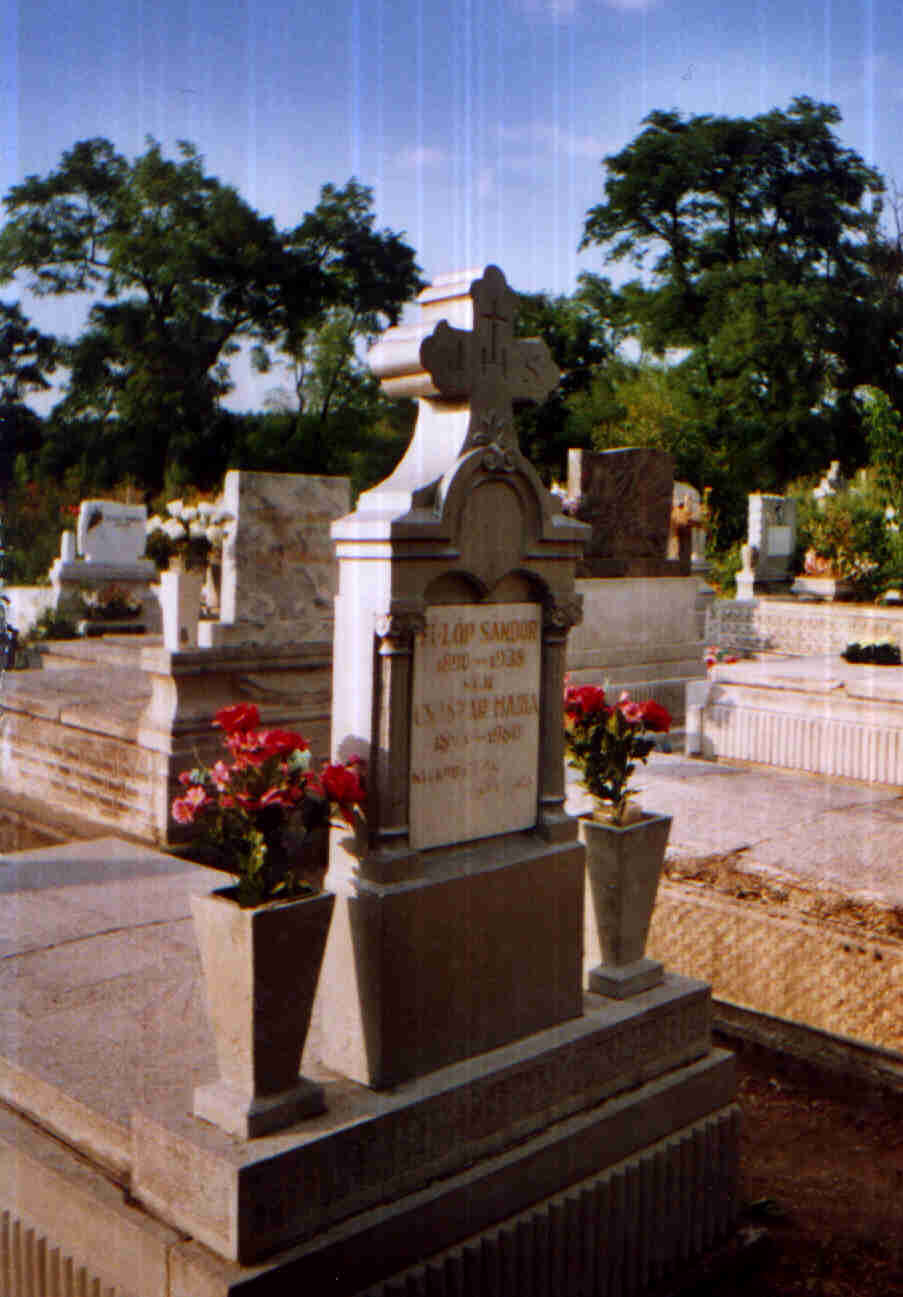
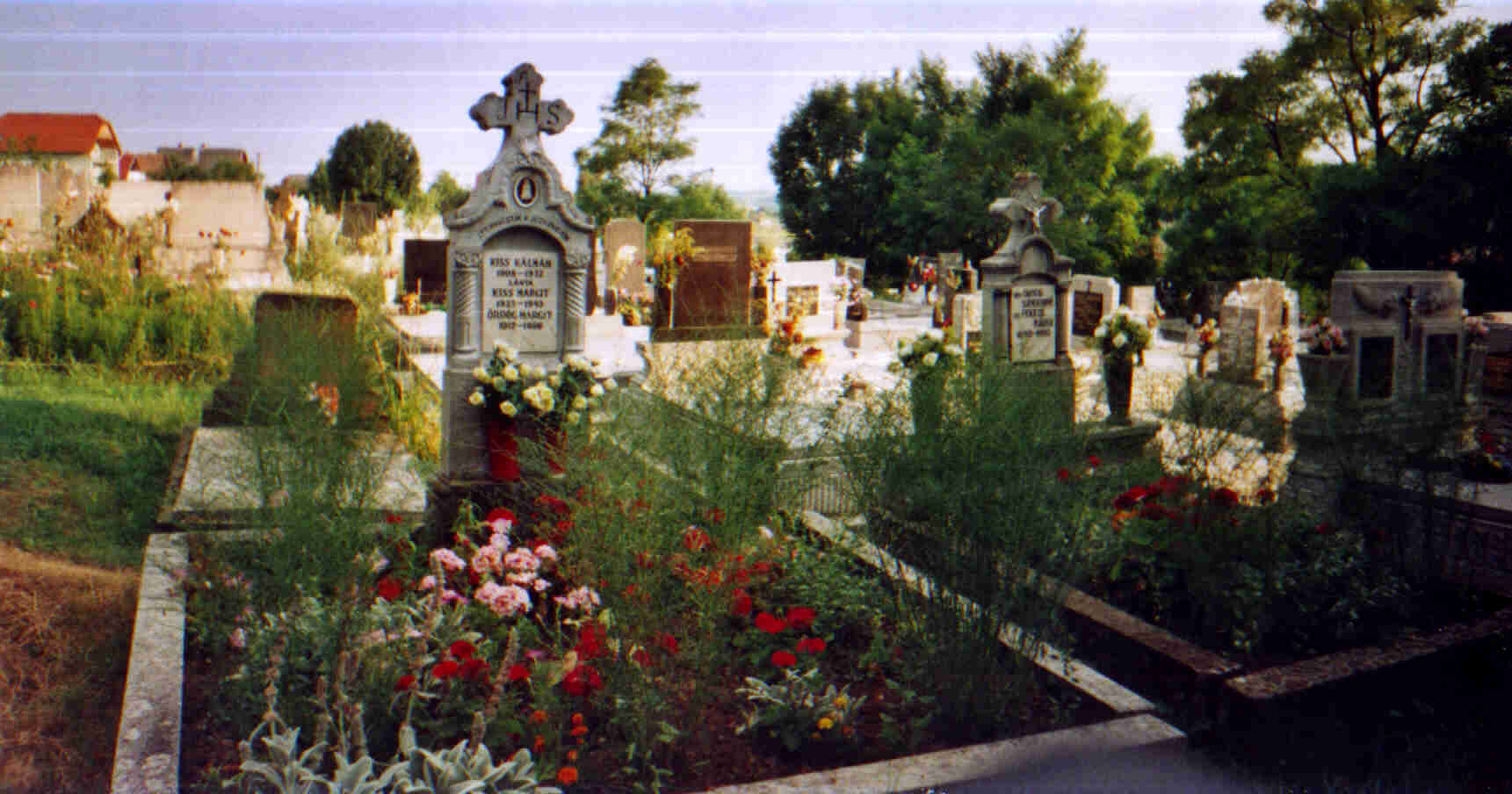
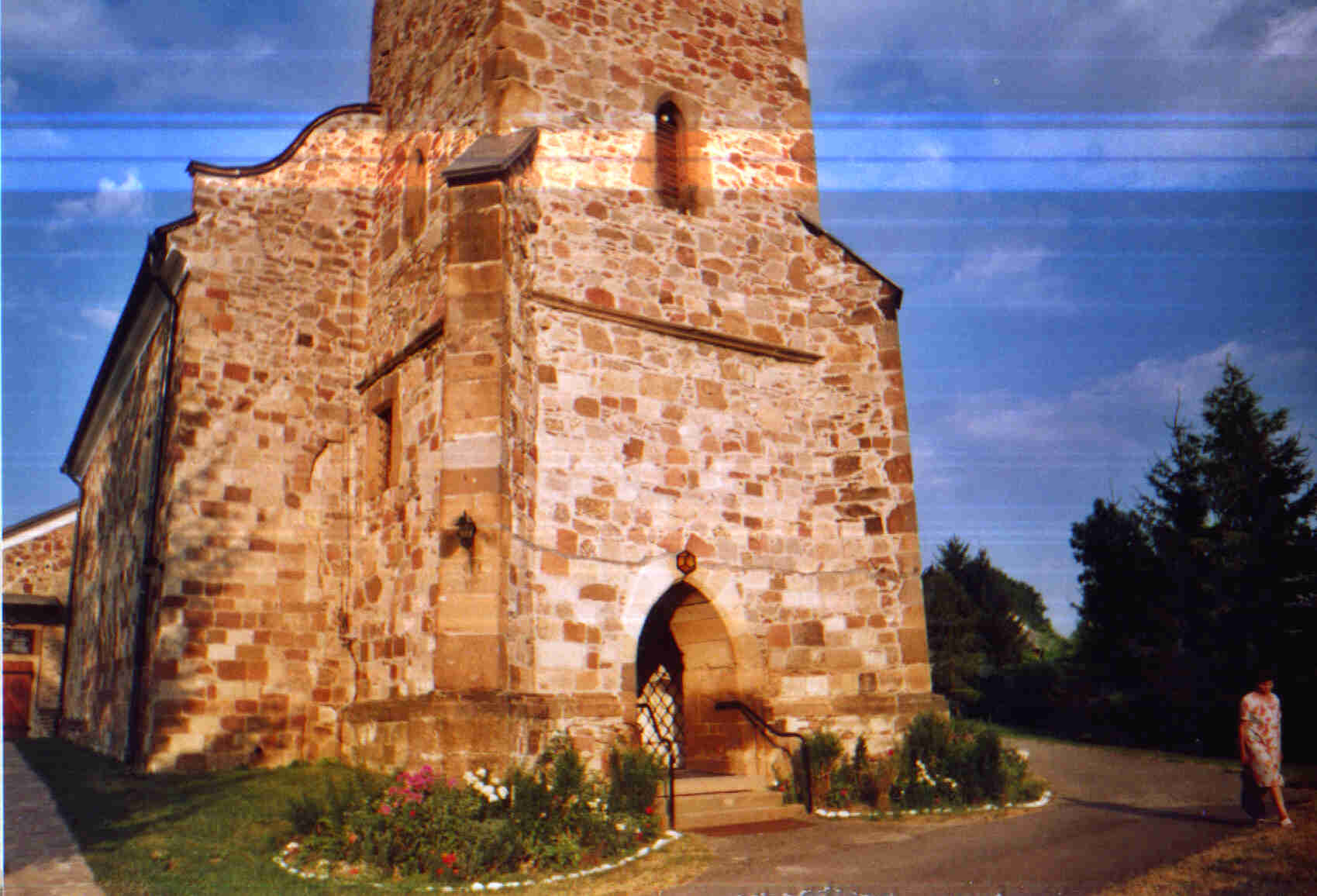

## Miasta partnerskie
- Ogrodzieniec